# Nembrotha lineolata
Espèce
Nembrotha lineolata est une espèce de nudibranche de la  famille des  Polyceridae.

## Distribution
Cette espèce se rencontre dans la zone tropicale occidentale de l'Océan Indien et Ouest-Pacifique.

## Habitat
Son habitat correspond à la zone récifale externes ainsi que sur les platiers jusqu'à 30 m de profondeur.

## Description

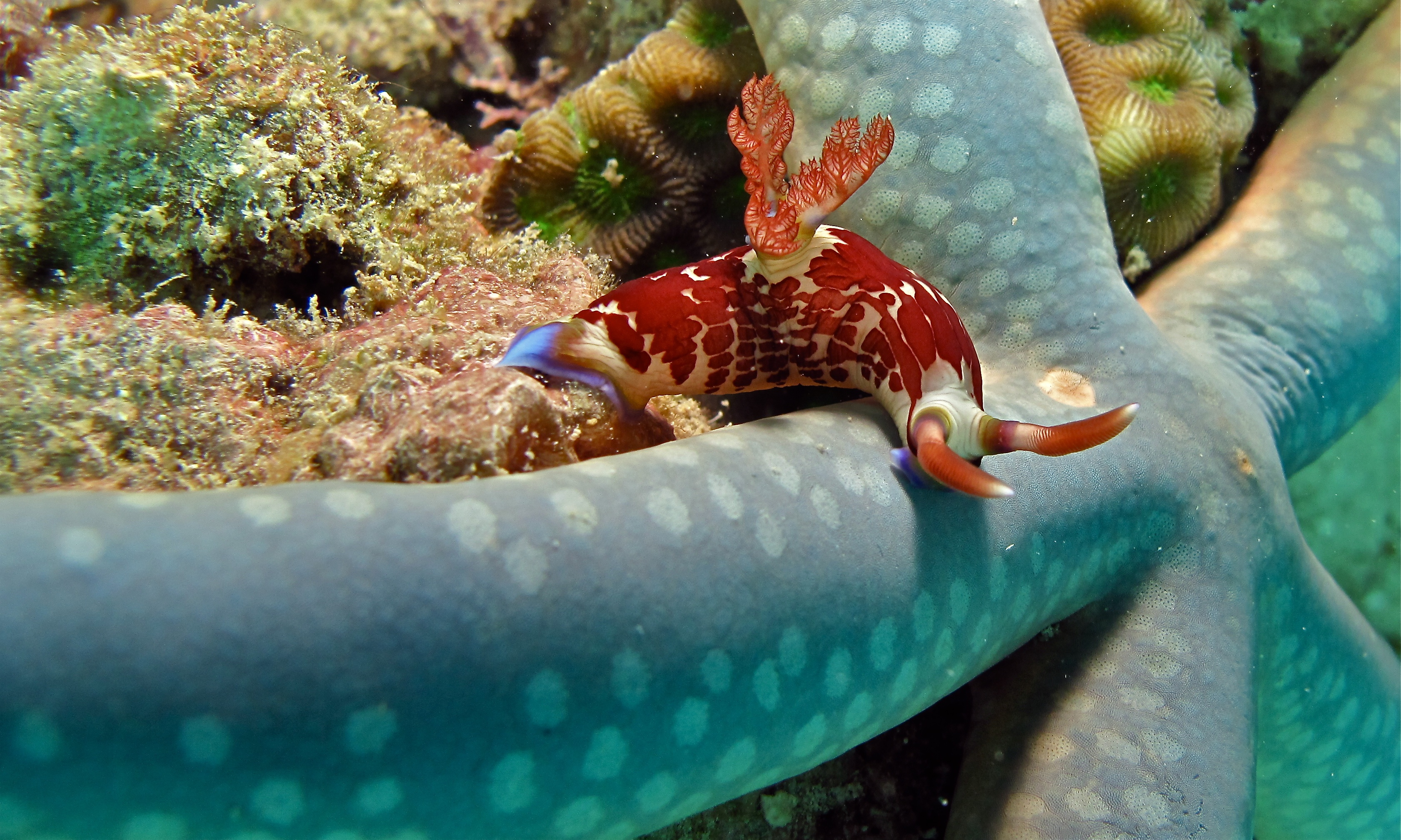
Nembrotha lineolata (Sabah, Malaisie)

Cette espèce peut mesurer plus de 5 cm.
Le corps est allongé et limaciforme.
Le manteau, avec une jupe réduite sur le côté antérieur, a une couleur de fond blanc légèrement crème avec un réseau de lignes longitudinales brunes qui peuvent être jointives à leurs extrémités et former ainsi des taches aux dimensions variables selon les individus.
Cette espèce est souvent confondue avec Nembrotha purpureolineata, la distinction réside dans le fait que cette dernière espèce possède une seule grande tache brune sur le manteau et non un réseau de lignes brunes.
La bordure du manteau peut être soulignée par un trait bleu-violet avec aussi parfois un liseré jaune supérieur.
Les rhinophores sont lamellés, la base est blanche, les lamelles sont rouge-orangé et l'extrémité apicale blanche. Les fourreaux sont verdâtres et parfois possèdent également une bande  bleu-violet.
Le bouquet branchial, sis relativement au centre du corps, est contractile, verdâtre à la base puis blanc translucide et surligné de brun.

## Éthologie
Ce Nembrotha est benthique et diurne.

## Alimentation
Nembrotha lineolata se nourrit exclusivement d'Ascidies dont certaines espèces de Clavelines, de Rhopalaea et d'Oxycorynia fascicularis.

## Publication originale
- Bergh, R. 1905. Die Opisthobranchiata der Siboga Expedition, [p. 199-200], ed. E.J. Brill (Leiden), 248 pages[1].